# Filarioidea
Filarioidea es una superfamilia de nematodos (gusanos redondos).  Los miembros de esta superfamilia se conocen como filarias. Las infecciones con parásitos filarias causan la filariasis. Fármacos contra estos gusanos se conocen como filaricides.
Se compone de las siguientes familias: Aproctidae, Creagrocercidae, Drilonematidae, Filariidae, Homungellidae, Mesidionematidae, Scolecophilidae, Setariidae (que incluye un solo género: Setaria), y Ungellidae.